# Otok morskih krava
Otok morskih krava, također poznat kao Île Vache Marine, je okrugli otok površine 18 ha na atolu Veliki Chagos otočja Chagos u britanskom Indijskom oceanskom teritoriju.
Cijelu obalu ovog otoka i dio unutrašnjosti može se istražiti putem Google Street Viewa. 

## Povijest
Ime je dobio po dugonzima kojih je nekoć bilo u izobilju na tom području, iako su u međuvremenu regionalno izumrli. Manji je od dva otoka u skupini otočja Eagle na zapadnoj strani atol.

## Važno područje za ptice
Otok čini dio strogog prirodnog rezervata arhipelaga Chagos. BirdLife International ga je označio kao važno područje za ptice zbog njegove važnosti kao mjesta za razmnožavanje smeđih čigri (Anous stolidus), kojih je 11 500 parova zabilježeno u istraživanju 2004. godine.